# Romain Poté
Romain Poté, född 1 december 1935, död 6 maj 2010, var en friidrottare från Belgien. Han deltog vid olympiska sommarspelen 1960.